# Masdevallia scapha
Masdevallia scapha là một loài thực vật có hoa trong họ Lan. Loài này được Braas mô tả khoa học đầu tiên năm 1982.